# Lindsaea adiantoides
Lindsaea adiantoides är en ormbunkeart som beskrevs av John Smith. Lindsaea adiantoides ingår i släktet Lindsaea och familjen Lindsaeaceae. Inga underarter finns listade.